# 磯鷸屬
磯鷸屬，學名Actitis，是鷸科的一屬，小型涉禽，包括兩種：
- 磯鷸 Actitis hypoleucos，分佈在歐亞大陸；
- 斑腹矶鹬 Actitis macularius，分佈在北美。

兩種都是候鳥，有短而黃的腿，中等大小的喙。一般單獨活動。在地面上筑巢，棲息地靠近淡水，並在水中或地面上覓食，有時也能捕捉空中飛行的昆蟲。它們的食物包括昆蟲、甲殼類等無脊椎動物。